# Storia dell'omosessualità in Cina

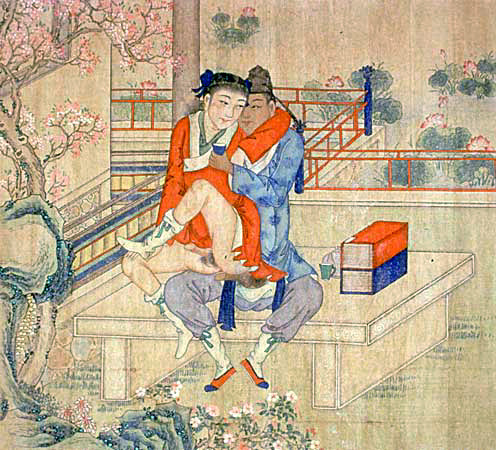
Due giovani uomini che sorseggiano tè e praticano giochi erotici. Pannello da un rotolo dipinto a mano su seta con temi omosessuali; Cina, Dinastia Qing (XVIII - XIX secolo); Kinsey Institute, Bloomington, Indiana, Stati Uniti

La situazione dell'omosessualità in Cina risulta generalmente abbastanza ambigua, sebbene — come precisato in prosieguo — si siano registrati molti casi di omosessualità nella storia delle dinastie. In questa voce, con il termine “Cina”, ci si riferirà all'intera regione cinese, includendo la popolazione di Repubblica Popolare Cinese, Hong Kong, Macao e Taiwan.

## Terminologia
Nel passato erano utilizzate due espressioni metaforiche per identificare una persona omosessuale. Si parlava della “passione della manica tagliata” (cinese 断袖之癖, pinyin dùanxìu zhī pì), oppure del “morso della pesca” (分桃 pinyin fēntáo).
Oltre a queste due forme, però, vi sono altre terminologie, per noi meno oscure, che si vanno ad affiancare alle due precedenti. È il caso di “orientamento maschile” (男風 pinyin nánfēng), oppure di “fratelli della stessa famiglia” (香火兄弟 pinyin xīanghǔo xīongdì), ed infine “empatia per il dragone virile” (龍陽癖 pinyin lóngyángpì).
Formalmente, il termine “omosessuale” si traduce con tongxinglian (同性戀, pinyin tóngxìnglìan, letteralmente relazione sentimentale/sessuale fra persone dello stesso sesso) o tongxinglian zhe (同性戀者, pinyin tóngxìnglìan zhě, persone omosessuali). Queste espressioni fanno parte di un registro linguistico aulico e di conseguenza sono raramente utilizzate nei discorsi quotidiani. Nella comunità omosessuale, difatti, si adotta il termine "tongzhi" (同志 pinyin tóngzhì).
Tongzhi (che letteralmente vuole dire "camerata"/"compagno"), oppure nü tongzhi, 女同志 pinyin nǚ tóngzhì, (che per il gergo lesbico sta per "compagna"/"amica") fu il primo termine adottato dai ricercatori di Hong Kong per gli studi di genere, ed è utilizzato anche nella cinese riferendosi all'omosessualità. Invece il cantonese usa la parola  gei1(基), come calco linguistico del termine anglosassone gay. Per di più questa parola è piuttosto comune in Taiwan, ma assume connotazioni offensive se adoperato da persone eterosessuali o dagli stessi omosessuali, in specifici contesti.
Un altro termine che rientra nello slang cinese è boli (玻璃, pinyin: bōlí, che sta per vetro o cristallo) anche se non è comunemente utilizzato.
Infine, fra gli studenti universitari omosessuali, è in voga il neologismo "datong" (大同, pinyin dàtóng, che si riferisce anche al concetto di utopia in cinese). Questo termine è diventato assai popolare, dato che "datong sta per l'abbreviazione di "da xuesheng tong zhi" (ovvero studenti universitari [che sono] omosessuali).
Le lesbiche di Taiwan si chiamano fra loro lazi (拉子, pinyin lāzi) o lala (拉拉, pinyin lālā), che sono entrambe abbreviazioni della traduzione inglese del termine "lesbian".

## L'omosessualità nella cultura cinese
Tutte le principali religioni dell'antica Cina hanno una struttura codificata che è stata da sempre interpretata, tradizionalmente, come contraria all'orientamento omosessuale. Stando all'interpretazione classica, il confucianesimo ha alla base il principio secondo cui ogni uomo deve assumere nella sua vita un comportamento conforme al genere sessuale attribuitogli dalla natura, e impegnarsi nei ruoli sessuali che sono congeniali alla riproduzione (altrettanto vale per la donna). Il travestitismo, quindi, non potrà che essere oggetto di censura da parte della dottrina confuciana.

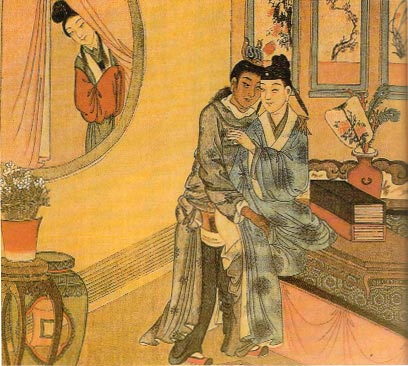
Una donna spia due amanti maschi omosessuali. Dinastia Qing.

Nonostante ciò, vi sono molti avvenimenti storici che rivelano di imperatori che usavano indossare indumenti femminili, anche se questo, ogni volta, veniva interpretato come fatto di cattivo auspicio, soprattutto per quanto riguardava la capacità del sovrano di assicurare una discendenza (in particolare figli di sesso maschile). Nella cultura cinese difatti, questo è sempre stato interpretato come un dovere inalienabile. Così un uomo che ama in modo esclusivo un altro uomo, non adempirà ai suoi obblighi sociali e religiosi. Di conseguenza sarà considerato un uomo privo di sani principi morali.
Il Taoismo, che enfatizza il mantenimento dell'armonia naturale esistente tra le forze dello Yin e dello Yang, (sempre secondo un'interpretazione tradizionale) non può che disapprovare una relazione omosessuale (uomo-uomo o donna-donna). Si verificherebbe un legame yang-yang o yin-yin, ovvero un legame distruttivo e non bilanciato secondo la concezione cosmica di armonia. Nel Buddismo, infine, il desiderio sessuale (sia esso eterosessuale che omosessuale) è visto come un ostacolo per l'anima. Viene interpretato come una zavorra che tiene legato lo spirito al mondo reale, impedendogli di raggiungere il Nirvāṇa. Per questo, le pulsioni sessuali sono generalmente vietate.
D'altra parte però risulta necessario evidenziare come nessuna delle maggiori religioni cinesi condanni il comportamento sessuale così duramente come il Cristianesimo nel corso dei secoli. Se effettuassimo una comparazione tra cultura cristiana e confucianesimo, nella lista dei peccati mortali di quest'ultimo non troveremo affatto la sodomia.  Nel Confucianesimo, come detto, l'obiettivo prioritario è la riproduzione del nucleo sociale di riferimento. Una volta che una persona abbia adempiuto a tale dovere, il fatto che lo stesso abbia relazioni sessuali o amorose con altre persone dello stesso sesso resta una realtà secondaria e privata.
Questo è anche vero nel Taoismo. Sebbene ogni uomo sia identificato e identificabile dalla sua componente yang (mascolina), nel contempo è dotato nella sua essenza più intima anche di componenti yin (femminili) fondamentali e non trascurabili. Difatti è risaputo e non stupisce che in molti uomini la componente femminile (yin) sia assai elevata. In quest'ottica quindi, molti comportamenti femminili non sono visti come innaturali per gli uomini. Di conseguenza l'omosessualità può essere letta come qualcosa di molto naturale, che s'innesta nel circuito dicotomico dello yin e dello yang con modalità del tutto armoniche.
Un altro aspetto di notevole rilievo che va necessariamente sottolineato è l'importanza dell'amicizia maschile nella cultura cinese antica. Ve ne sono molti esempi nei romanzi classici cinesi. Questi legami si basavano però più su un cameratismo bellico, che su tendenze omosessuali. Comunque, altre opere descrivono relazioni meno platoniche. Nel romanzo Il sogno della camera rossa ci sono esempi di maschi bisessuali coinvolti tanto in atti sessuali con il proprio sesso che con il sesso opposto. 

## L'omosessualità nella Cina delle antiche dinastie

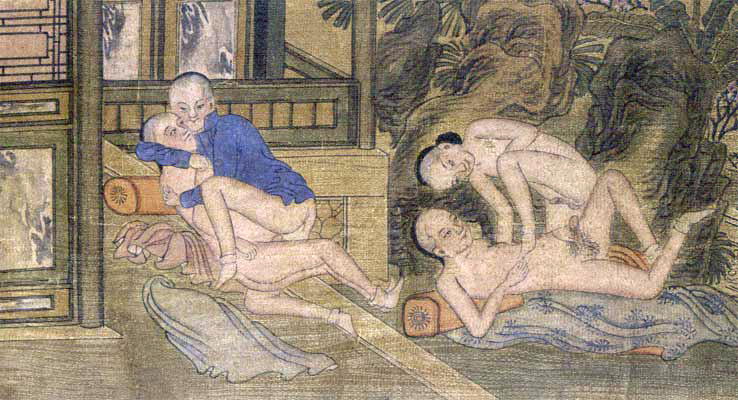
Ragazzi occupati in un gioco erotico. Dipinto di tema omosessuale. Acquerello su carta; Pechino, Dinastia Qing, XIX sec. Collezione privata

Che le informazioni rilevanti risalgono al periodo degli Stati Combattenti. Nella storia delle dinastie cinesi sono rintracciabili comunque due notevoli prove di come i comportamenti omosessuali non fossero estranei alle relazioni di corte. In particolare l'espressione yútáo duànxiù (余桃断袖). Yútáo, o "la mezza pesca", (espressione attestata nello Han Feizi, quando si fa riferimento a Mi Zixia (彌子瑕) ), ne è il primo esempio. Mi Zixia, un ragazzo di rara bellezza, fu per molto tempo oggetto del desiderio del duca Ling di Wei (衛靈公). Si narra appunto che un giorno Mi Zixia condividesse con il duca una pesca deliziosa già morsicata da quest'ultimo, che non poté che apprezzare il gesto (sebbene, una volta cresciuto Mi Zixia, e dopo che questi aveva ormai perso la sua bellezza, il duca ricordando quell'episodio cercasse di minimizzarlo).
Il secondo tipo di espressione è Duànxiù, che vuol dire letteralmente "tagliare la manica", che si riferisce invece all'imperatore Ai della dinastia Han che tagliò la manica del suo vestito, sulla quale il suo adorato concubino Dongxian (董賢) si era addormentato, al fine di non svegliarlo. Lo studioso Pan Guangdan (潘光&26086) è arrivato alla conclusione che quasi ogni imperatore della dinastia Han ha avuto uno o più concubini maschili.
Vi sono inoltre, anche descrizioni lesbiche in molti libri di storia. In questi testi si ritiene che l'omosessualità sia stata molto popolare durante le dinastie Song, Ming e Qing. Gli omosessuali cinesi non hanno sperimentato un alto profilo persecutorio, se comparato alle repressioni che subirono invece gli omosessuali in Europa durante il Medioevo.
Amanti omosessuali, inoltre, furono celebrati nell'arte cinese e molti esempi sono sopravvissuti ai roghi di libri della Rivoluzione culturale. Sebbene non molte sculture siano riuscite a sopravvivere all'usura del tempo, molte pergamene e tele dipinte su seta possono essere ancora ammirate in collezioni private.
Un'altra celebre storia omosessuale è quella di Long Yang, narrata dal poeta Ruăn Jí (阮籍, 210—263) in una poesia nel suo almanacco "Poems chanting from my heart" (tradotto altresì come "Expressing my Thoughts" e "Songs of my cares", in italiano "Poesie che contano nel mio sentire"). "Long Yang era un uomo giovane ed attraente vissuto nell'antica Cina; nel tempo il suo nome è divenuto sinonimo di relazioni emotivo-sentimentali di natura omosessuale. L'importanza di questa poesia sta proprio nel descrivere apertamente e direttamente la relazione di amore eterno tra due giovani uomini, costituendo così uno dei primi documenti di questo genere nella storia della poesia cinese". La poesia può essere letta in italiano nella traduzione di Riccardo Moratto (2011), pubblicata da InTRAlinea.
La prima legge contro gli omosessuali in Cina venne introdotta nel 1740. Non vi sono testimonianze storiche di come effettivamente la legge fu osservata e fatta osservare. I più devastanti effetti per gli omosessuali cinesi, comunque, si ebbero ironicamente proprio con l'avvento dell'illuminismo. Nel cosiddetto "periodo delle riforme", infatti, l'omofobia fu importata in Cina assieme alla scienza ed alla filosofa occidentale.

## L'omosessualità nella Cina moderna
L'omosessualità divenne clandestina dopo la formazione della Repubblica Popolare Cinese. Il puritanesimo comunista incise negativamente sulla percezione sociale dell'omosessualità.
Il regime comunista perseguitò gli omosessuali, specialmente durante la Rivoluzione culturale. In quel periodo molti gay furono puniti con lunghi periodi di prigionia e non mancò nemmeno qualche esecuzione. La tolleranza sociale dell'omosessualità era oramai inesistente. Solo con la politica di riforma definita di "Riforma ed apertura" del 1979, il comunismo iniziò ad allentare la sua forte funzione di controllo su questo tipo di comportamento, anche se la pratica dell'omosessualità continuò ad essere ritenuta diffamante e veniva identificata come uno stile di vita dissoluto tipico dei regimi capitalistici.
Un cambiamento notevole si registrò solo tra il 1990 ed il 2000, quando la sodomia venne decriminalizzata nel 1997, e la nuova lista dei "criteri della classificazione e diagnostica cinese dei disordini mentali" rimosse l'omosessualità dalla lista delle malattie mentali nell'aprile del 2001. La situazione ha continuato ad evolvere e dal 2004 è stata permessa la partecipazione alle selezioni cinesi per Miss Universo anche alle transessuali, dopo la partecipazione di Chen Lili, anche se in questo caso la questione riguarda l'identità di genere e non l'orientamento sessuale.
In un'indagine su internet nel 2000 è stato messo in luce come il grado di tolleranza dei cinesi fosse in aumento: su 10.792 interrogati, il 48,15% era a favore, 30,9% disapprovava, 14,46% si dichiarava incerto, ed il 7,26% praticamente indifferente. Non essendoci né conservatori radicali né militanti radicali nel tessuto sociale della repubblica popolare, le violenze agli omosessuali risultano rare, anche se un gran numero di studiosi si lamenta del forte stampo proibizionista che caratterizza la politica interna del governo cinese: è una politica puramente neutrale, che si disinteressa delle problematiche omosessuali e che nel contempo non fa nulla per promuovere la tolleranza ed il rispetto di tali diversità. Ad esempio, durante i Gay Games del 2002 solamente a due persone del continente fu concesso il permesso per prendere parte ai giochi e, se si trascurano i siti gay, ci fu una copertura mediatica insufficiente da parte del resto dei mezzi di comunicazione di massa.
Molti omosessuali maschi ammettono di non usare precauzioni nei rapporti sessuali; e questo, combinato al disinteresse mostrato dal governo nell'offrire un servizio informativo di supporto che illustri la pericolosità del virus dell'AIDS, contribuisce notevolmente alla diffusione del virus. Le autorità si rifiutano sia di promuovere la tolleranza e il rispetto verso le diversità, sia di garantire ai gay quel substrato minimo di diritti che un paese civile dovrebbe garantire ad ogni suo membro. Sebbene nella Repubblica Popolare non vi siano leggi esplicite contro gli omosessuali o leggi che impediscano rapporti sessuali fra persone dello stesso sesso, adulte e consenzienti, non vi sono nemmeno leggi che salvaguardino i gay dai eventuali discriminazioni, né esistono organizzazioni del movimento di liberazione omosessuale, che sono del tutto assenti. In questo contesto la questione omosessuale resta circoscritta nella regione delle cosiddette “tre negazioni”: non approvo, non disapprovo, e non promuovo (不支持, 不反对, 不提倡).
Il numero degli omosessuali in Cina resta tuttora incerto. Da una ricerca tale valore oscillerebbe tra i 360.000 e 480.000, altre statistiche del governo cinese e di studi accademici rivelano un ammontare che oscilla intorno ai 15 milioni. Comparando le percentuali di omosessuali decisamente più alte negli altri paesi, però, molti giudicano tali stime poco convincenti.
L'abbattimento delle barriere fisiche che impedivano al pensiero ed all'informazione di diffondersi che si è avuto con il diffondersi di Internet, ha provocato un forte sviluppo di siti gay nella Repubblica Popolare Cinese, sebbene la polizia spesso intervenga costringendone alla chiusura molti. Lo sviluppo ed il propagarsi dei collegamenti telematici è stato molto importante per la comunità omosessuale di questo paese. Sebbene, come già detto, non vi siano organizzazioni omosessuali nella repubblica popolare, si sono diffusi molti siti ben organizzati che svolgono una funzione di supporto e consulenza. Servizi che altrimenti risulterebbero non erogati.
A volte i mezzi di comunicazione di massa diffondono informazioni su eventi gay di notevole rilevanza che accadono nel resto del mondo, come il Gay pride. Ma molti restano assai critici su questo aspetto, ritenendo che il presupposto principale dei media cinesi resti comunque quello di calunniare il mondo omosessuale e strumentalizzano queste informazioni con puro opportunismo. Mancando un sistema di classificazione dei film in base al contenuto, inoltre, il governo cinese impedisce la trasmissione di opere a tematica gay per via televisiva, cinematografica o teatrale, giudicandole "inappropriate". Ostilità estrema ha riscosso a Taiwan, Hong Kong ed in altri luoghi, il film Lan Yu che è ancora sconosciuto in Cina. Questo film, che dava risalto alla problematica omosessuale, non è stato trasmesso, nonostante fosse composto da soli attori cinesi continentali e la storia su cui si ispira fosse tratta da un racconto che ha avuto molto successo su internet, elaborato da uno scrittore cinese. Altra serie tv (shangyin, Addicted), ispirata al romanzo di Chai Jidan "Are you addicted?", è stata bannata dal governo cinese proprio dopo l'enorme successo che ha avuto, impedendo ai produttori di registrare la seconda stagione.
Il 30 novembre del 2009, per la prima volta nella storia della Repubblica Popolare Cinese (e del mondo), è stato aperto un bar gay tramite un finanziamento statale: la struttura è ubicata a Dali, nella provincia sud-occidentale dello Yunnan), e ha come scopo quello di fornire informazioni sanitarie inerenti al sesso, distribuire preservativi gratuiti e offrire un luogo di socializzazione. Il locale verrà gestito dal personale di una ONG che si occupa dell'AIDS e della lotta alla discriminazione, la cui presenza nel tessuto della società è riconosciuta dai dirigenti del Partito Comunista Cinese.

### Vita gay

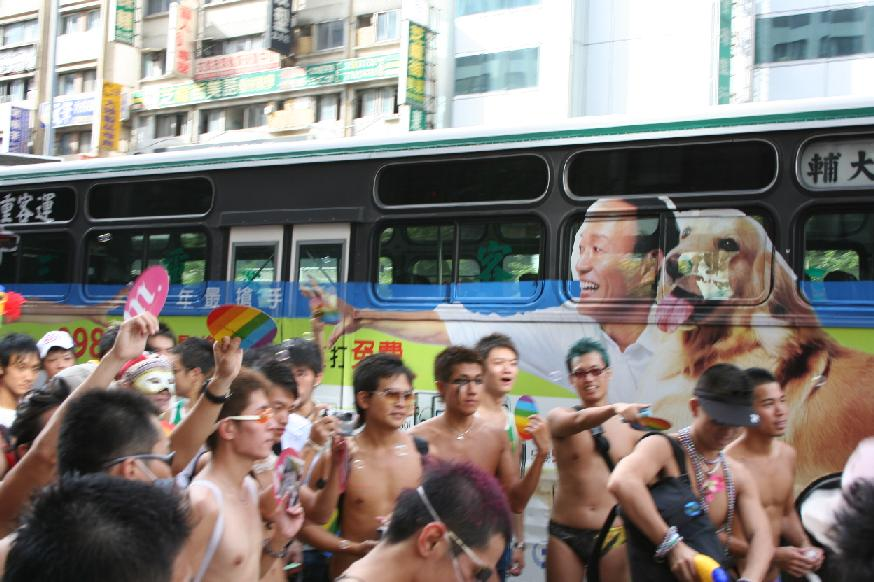
Immagine del Gay pride di Taiwan.

Vi sono molti bar gay e nightclubs nelle grandi città come Shanghai, Canton, Pechino, che restano però oggetto di rastrellamenti da parte della polizia. Tali difficoltà oggettive, sommate a volte alla impossibilità di raggiungere e frequentare questi luoghi di socializzazione, costituiscono un incentivo alla ricerca di sesso occasionale nei bagni e nei parchi pubblici. Anche in Cina, come del resto accade in ogni parte del mondo, l'omosessualità nelle zone di campagna è particolarmente difficile. La particolare conformazione socio-geografica di questa nazione esaspera ulteriormente tali difficoltà: la maggioranza della popolazione vive nelle campagne, dove Internet non esiste e da dove non si ha possibilità di accedere alle città. Gli abitanti delle campagne non parlano affatto di omosessualità e, quando lo fanno, ne parlano come di una malattia. La parola, le problematiche e i diritti connessi a tale questione, costituiscono ancora un tabù, dato che la pratica omosessuale resta del tutto condannata e oggetto di completa disapprovazione.
Molti casi dimostrano come gli omosessuali sono ancora oggetto di pregiudizi sia da parte del sistema giudiziario che da parte degli organi di polizia cinesi, che portano anche ad arresti e detenzioni. Nell'ottobre 2000, la corte di Pechino ha decretato che l'omosessualità era "anormale ed inaccettabile per la Cina” (Washington Post 24 gennaio 2000). Questa fu la prima volta che tale atteggiamento sociale veniva espresso così apertamente. Un altro caso di notevole rilevanza accadde nel luglio del 2001, quando 37 ragazzi omosessuali furono detenuti nella provincia di Guangdong.
Recentemente, l'"Amministrazione statale di radio, film e televisione" (国家广播电影电视总局) ha dato inizio a una campagna volta a ripulire dai mezzi di comunicazione di massa tutto quello che riguarda violenza e informazioni a contenuto sessuale nelle trasmissioni radiotelevisive e nelle proiezioni cinematografiche. Di conseguenza, tutti i programmi, le scene ed i linguaggi a contenuto omosessuale sono considerati “contrari alla concezioni di vita cinese” e per questo banditi.

### Il matrimonio omosessuale in Cina
Durante la valutazione degli emendamenti relativi alla riforma della legge sul matrimonio, avvenuta in Cina nel 2003, vi fu la prima discussione sul matrimonio omosessuale. Anche se questo tipo di proposta venne rigettata immediatamente, fu quella la prima volta che una delle innumerevoli voci che compongono la consistente lista di richieste sui diritti gay veniva discussa in parlamento. Tuttavia, non molto prima che la nuova legge sul matrimonio entrasse in vigore, un pubblico funzionario, in una conferenza sull'introduzione del nuovo testo normativo, dichiarò espressamente che il matrimonio omosessuale restava ancora proibito in Cina.
Li Yinhe (李銀河), una studiosa di sessuologia ben nota alla comunità omosessuale cinese, ha cercato di inserire il tema del matrimonio omosessuale fra i punti di discussione del Congresso nazionale del popolo (il Parlamento cinese) nel 2000 (Legalizzazione del matrimonio cinese fra persone dello stesso sesso,《中国同性婚姻合法化》 e 2004 (Legge cinese per il matrimonio fra persone dello stesso sesso, 《中国同性婚姻提案》).
In base alla normativa cinese, sono necessarie 35 firme di parlamentari per ottenere che una questione sia discussa al Congresso. Il suo sforzo fallì proprio a causa dell'impossibilità di trovare un tale numero di eletti per appoggiare la sua proposta. Nonostante tale sforzo, molti studiosi ed omosessuali non ritengono possibile il passaggio di una simile legge in Cina nel futuro prossimo.

### Omosessualità come malattia
Fino al 2000, il manuale diagnostico dell'associazione psichiatrica cinese annoverava l'omosessualità tra i "disturbi psichiatrici della sessualità". Le cose sono cambiate con la pubblicazione dell'edizione 2001, che sostituisce l'edizione 1989.
Il tribunale di Zhumadian, nella provincia di Henan, ha condannato una clinica psichiatrica a pagare 5.000 yuan a un paziente di 38 anni come risarcimento per i danni causati dalla cosiddetta terapia di conversione.

## Hong Kong
Sotto il dominio britannico, l'omosessualità maschile era considerata illegale prima del 1991 ad Hong Kong ed era punita con pene che arrivavano al carcere a vita. Tuttavia a seguito di un lungo dibattito il consiglio legislativo di Hong Kong votò per la decriminalizzazione della sodomia nel 1980.
In compenso due tentativi di introdurre un legislazione antidiscriminatoria nei confronti degli omosessuali (il primo nel 1993, il secondo nel 1997),
sono falliti miseramente.
Comunque ad Hong Kong vi sono organizzazioni molto forti che si battono per i diritti gay, come il Rainbow Action ed il Tongzhi Culture Society.  Così nel 2003, quando nella chiesa cattolica di Hong Kong si organizzò la lettura pubblica di un articolo che condannava il matrimonio omosessuale, un gruppo di oppositori fece irruzione nella chiesa e interruppe la cerimonia.

## Taiwan

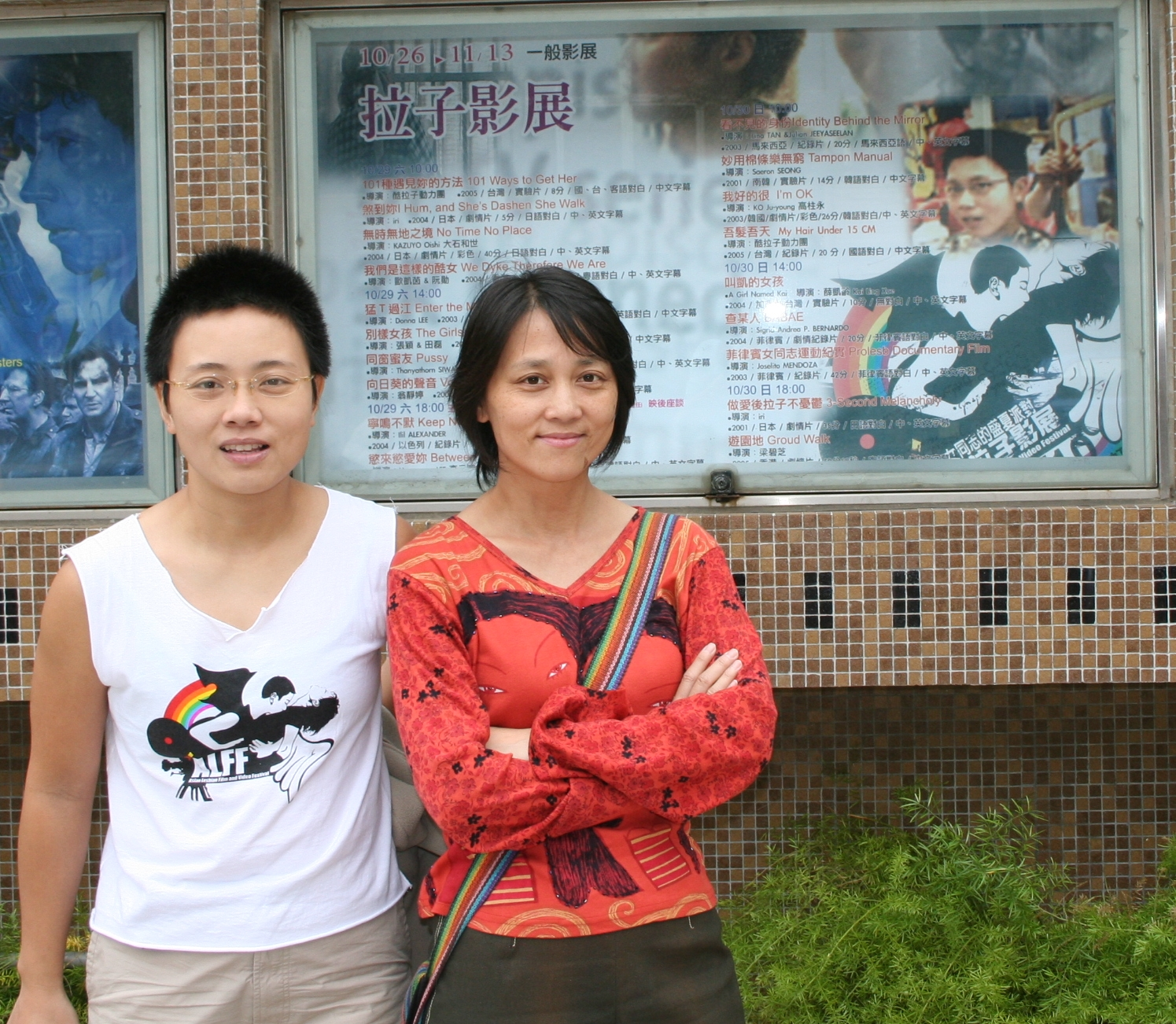
Chen Yu-Rong e Wang Ping, all'"Asian Lesbian Film and Video Festival" a Taiwan.

La situazione degli omosessuali a Taiwan è stata oggetto di una particolare forma di sviluppo.
Nel 1970, molti romanzi a tematica omosessuale vennero pubblicati. Uno dei più promettenti scrittori è Pai Hsien-yung creò svariati personaggi gay nei suoi racconti, tra cui il più famoso è sicuramente Il maestro della notte.
Oggi molte serie televisive e svariati film a contenuto omosessuale ottengono una grande attenzione all'interno della comunità gay sia in Cina che a Taiwan, incluso anche la serie TV Crystal Boys (adattamento televisivo dell'opera omonima citata).

### Storia
Taiwan è nata come società d'immigrati. Nel XVIII secolo, il governo Qing impose severi limiti all'immigrazione di cinesi a Taiwan. Così, solo un ristretto numero di donne poteva attraversare lo stretto di Taiwan per arrivare all'isola.
Queste limitazioni ebbero come risultato quello di creare uno squilibrio fra uomini e donne nella composizione sociale del territorio di Taiwan.
Così, con il termine "Luo Han Jiao"(羅漢腳) venivano ad essere chiamati tutti coloro che si adoperavano per avere rapporti sessuali con persone dello stesso sesso.

### Ultime news e eventi
- Verso la fine del mese di ottobre 2003, il governo di Taiwan ha annunciato un progetto di legalizzazione del matrimonio omosessuale, che dovrebbe vedere Taiwan come il primo luogo dell'Asia in cui questo tipo di patto sociale sarà permesso e riconosciuto dalla comunità civile. Tuttavia si parla solamente di un piano, e non vi è nulla di più che un progetto, privo di pani concreti per la legalizzazione effettiva.
- Il 1º novembre 2003 la prima sfilata del Gay pride in territorio cinese si è tenuta a Taipei, con più di 1000 persone. Tuttavia molti dei partecipanti hanno celato il volto con una maschera, segno questo del fatto che anche a Taiwan l'omosessualità resta tuttora un grosso tabù.
- Il 17 gennaio 2004 la polizia di Taipei ha arrestato 93 ragazzi omosessuali per aver partecipato ad un'orgia-party in cui si faceva anche uso di stupefacenti. Molti sono rimasti scioccati nel constatare che un terzo dei partecipanti al festino risultò affetto dal virus dell'HIV. Questi arresti causarono di conseguenza una severa condanna della comunità di tongzhi e questo evento viene ricordato con il nome di "HOMEPA (Home Party)" dalla comunità gay di Taiwan.

## Cultura

### Persone
Di seguito vengono evidenziate le persone più importanti che hanno contribuito a migliorare la condizione gay dal punto di vista normativo oppure hanno fatto pubblicamente il coming out:
- Leslie Cheung (cantante e attore bisessuale di Hong Kong).
- Pai Hsien-yung (scrittore gay di Taiwan).
- Li Yinhe (famoso studioso e sessuologo cinese).
- Josephine Ho (ricercatore e attivista politico di Taiwan).

### Film e serie TV
Molti film e serie televisive gay sono state realizzate in Cina, Hong Kong e Taiwan, ivi incluse:
- Addio mia concubina (Cina)
- Il banchetto di nozze (Taiwan)
- Bishōnen (HK)
- Buffering (HK)
- Crystal Boys (Taiwan)
- East Palace West Palace (Cina)
- Eternal Summer
- Fleeing by Night (Taiwan, 2000)
- Formula 17 (Taiwan)
- Happy Together (HK)
- HIStory (Taiwan)
- I Am Not What You Want (HK)
- Lan Yu (Cina)
- Les filles du botaniste (coproduzione cino-francese)
- My Fair Son (Cina)
- Shangyin (Cina)